# المحصوب (الشاهل)

تعديل مصدري - تعديل

المحصوب هي إحدى قرى عزلة جانب اليمن بمديرية الشاهل التابعة لمحافظة حجة، بلغ تعداد سكانها 369 نسمة حسب تعداد اليمن لعام 2004.